# Liste der Biografien/Clay
Liste der Biografien |
Portal Biografien |
Personensuche
# |
A |
B |
C |
D |
E |
F |
G |
H |
I |
J |
K |
L |
M |
N |
O |
P |
Q |
R |
S |
T |
U |
V |
W |
X |
Y |
Z |
?
 
Ca |
Cb |
Cc |
Ce |
Ch |
Ci |
Cj |
Ck |
Cl |
Cm |
Cn |
Co |
Cr |
Cs |
Ct |
Cu |
Cv |
Cw |
Cy |
Cz
 
Cla |
Cle |
Cli |
Clo |
Clu |
Clw |
Cly
 
Claa |
Clab |
Clac |
Clad |
Clae |
Claf |
Clag |
Clah |
Clai |
Claj |
Clam |
Clan |
Clap |
Clar |
Clas |
Clat |
Clau |
Clav |
Claw |
Clax |
Clay
Die Liste der Biografien führt alle Personen auf, die in der deutschsprachigen Wikipedia einen Artikel haben. Dieses ist eine Teilliste mit 119 Einträgen von Personen, deren Namen mit den Buchstaben „Clay“ beginnt.

## Clay
- Clay Carson, Luella (1866–1933), US-amerikanische Pädagogin und Universitätspräsidentin
- Clay, Alexander S. (1853–1910), US-amerikanischer Politiker der Demokratischen Partei
- Clay, Andrew Dice (* 1957), US-amerikanischer Komiker und Schauspieler
- Clay, Bill (1931–2025), US-amerikanischer PolitikerBill Clay (1931–2025)

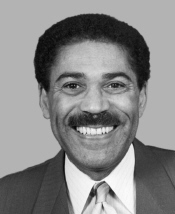
Bill Clay (1931–2025)

- Clay, Brutus J. (1808–1878), US-amerikanischer Politiker
- Clay, Bryan (* 1980), US-amerikanischer Zehnkämpfer
- Clay, Cassius Marcellus (1810–1903), US-amerikanischer Abolitionist und Politiker
- Clay, Christopher (* 1983), österreichischer Start-Up-Gründer und Politiker (Piratenpartei)
- Clay, Clement Claiborne (1816–1882), US-amerikanischer Politiker
- Clay, Clement Comer (1789–1866), US-amerikanischer Jurist und Politiker
- Clay, Diskin (1938–2014), US-amerikanischer Klassischer Philologe
- Clay, Edward (* 1945), britischer Botschafter
- Clay, Henry (1777–1852), US-amerikanischer Politiker, Außenminister und Gegner der Sklaverei
- Clay, Henry (* 1955), britischer Ruderer
- Clay, James (1935–1994), amerikanischer Jazz-Tenorsaxophonist und Flötist
- Clay, James Brown (1817–1864), US-amerikanischer Politiker
- Clay, James Franklin (1840–1921), US-amerikanischer Politiker
- Clay, Joe (1938–2016), US-amerikanischer Rockabilly-Sänger
- Clay, John (* 1946), englischer Fußballspieler
- Clay, Jonny (* 1963), britischer Radrennfahrer
- Clay, Joseph (1769–1811), US-amerikanischer Politiker
- Clay, Judy (1938–2001), amerikanische Sängerin
- Clay, Julian (* 1977), US-amerikanische Sprinterin
- Clay, Laura (1849–1941), US-amerikanische Frauenrechtlerin und Politikerin
- Clay, Liz (* 1995), australische Hürdenläuferin
- Clay, Lucius D. (1898–1978), US-amerikanischer Politiker und MilitärangehörigerLucius D. Clay (1898–1978)

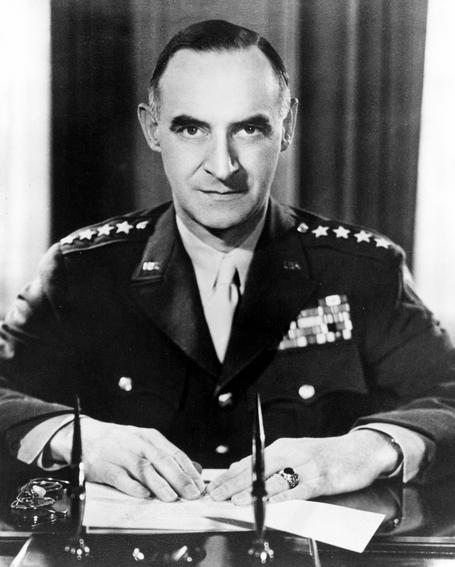
Lucius D. Clay (1898–1978)

- Clay, Lucius D. Jr. (1919–1994), US-amerikanischer Offizier, General der US Air Force
- Clay, Matthew (1754–1815), US-amerikanischer Politiker
- Clay, Monica (* 1929), italienische ehemalige Schauspielerin
- Clay, Nicholas (1946–2000), englischer Schauspieler
- Clay, Oliver (* 1987), deutscher Basketballspieler
- Clay, Otis (1942–2016), amerikanischer Blues-, Soul- und Rhythm-and-Blues-Sänger
- Clay, Ramon (* 1975), US-amerikanischer Sprinter
- Clay, Shirley (1902–1951), US-amerikanischer Jazzmusiker
- Clay, Sonny (1899–1973), US-amerikanischer Jazzmusiker (Schlagzeug, Piano) und Bandleader
- Clay, William Lacy (* 1956), US-amerikanischer Politiker der Demokratischen Partei

### Clayb
- Clayborn, Adrian (* 1988), US-amerikanischer American-Football-Spieler
- Clayburgh, Jill (1944–2010), US-amerikanische Schauspielerin

### Clayc
- ClayClaim (* 1986), deutscher Webvideoproduzent, (Game) Influencer, Unternehmer
- Claycomb, Laura (* 1968), US-amerikanische Sopranistin
- Claycomb, Stephen Hugh (1847–1930), US-amerikanischer Politiker

### Clayd
- Clayden, Jonathan (* 1968), britischer Chemiker
- Clayderman, Richard (* 1953), französischer PianistRichard Clayderman (* 1953)

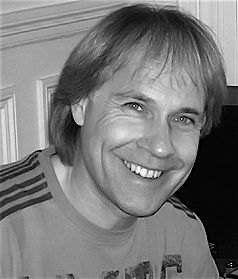
Richard Clayderman (* 1953)

- Claydon, Brett (* 1982), englischer Dartspieler
- Claydon, George (1933–2001), britischer Filmschauspieler
- Claydon, Russell (* 1965), englischer Golfsportler
- Claydon, Steven (* 1969), englischer Künstler und Musiker

### Claye
- Claye, Noé (* 1999), französischer Telemarker
- Claye, Will (* 1991), US-amerikanischer Weit- und Dreispringer

### Clayp
- Claypool, Chase (* 1998), kanadischer Footballspieler
- Claypool, Harold K. (1886–1958), US-amerikanischer Politiker
- Claypool, Horatio C. (1859–1921), US-amerikanischer Politiker
- Claypool, Les (* 1963), US-amerikanischer Musiker
- Claypoole, James (1720–1784), US-amerikanischer Porträtmaler, Hausmaler und Glaser

### Clays
- Clays, Paul-Jean (1819–1900), belgischer Marinemaler und Aquarellist

### Clayt
- Clayton, Abigail (1948–2021), US-amerikanische Pornodarstellerin
- Clayton, Adam (* 1960), britischer Bassist der irischen Rock-Band U2Adam Clayton (* 1960)

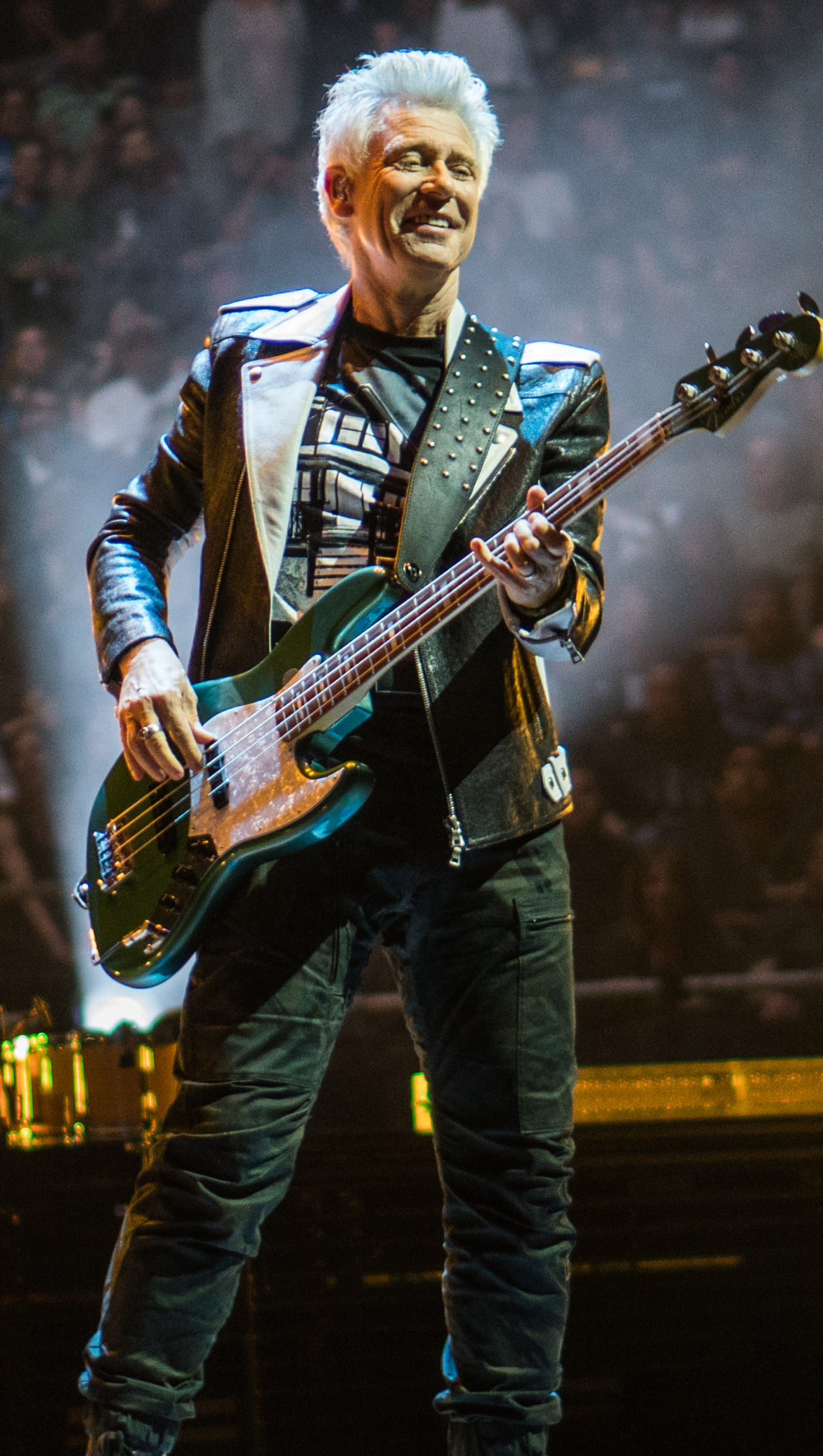
Adam Clayton (* 1960)

- Clayton, Alex (* 1987), US-amerikanischer Tennisspieler
- Clayton, Alexander Mosby (1801–1889), US-amerikanischer Politiker
- Clayton, Amber (* 1978), australische Schauspielerin
- Clayton, Andrew (* 1973), britischer Schwimmer
- Clayton, Augustin Smith (1783–1839), US-amerikanischer Politiker
- Clayton, Bertram Tracy (1862–1918), US-amerikanischer Jurist und Politiker
- Clayton, Buck (1911–1991), US-amerikanischer Jazzmusiker
- Clayton, Charles (1825–1885), englisch-amerikanischer Politiker britischer Herkunft
- Clayton, Chris (* 1948), britischer Bauingenieur für Geotechnik
- Clayton, Custio (* 1987), kanadischer Boxer
- Clayton, David, australischer Filmtechniker
- Clayton, Derek (* 1942), australischer Marathonläufer
- Clayton, Doctor (1898–1947), US-amerikanischer Blues-Sänger und Songschreiber
- Clayton, Emma (* 1968), britische Schriftstellerin im Bereich der Jugendliteratur
- Clayton, Ethel (1882–1966), US-amerikanische Schauspielerin der Stummfilmzeit
- Clayton, Eva M. (* 1934), US-amerikanische Politikerin
- Clayton, Gareth (1914–1992), britischer Offizier der Luftstreitkräfte des Vereinigten Königreichs
- Clayton, Garrett (* 1991), US-amerikanischer Schauspieler
- Clayton, Gerald (* 1984), US-amerikanischer Jazz-Pianist und Komponist
- Clayton, Gilbert (1875–1929), britischer General und Kolonialbeamter
- Clayton, Gordon (1936–1991), englischer Fußballtorhüter
- Clayton, Hannah (* 2000), US-amerikanische Volleyballspielerin
- Clayton, Henry De Lamar Jr. (1857–1929), US-amerikanischer Jurist und Politiker
- Clayton, Henry DeLamar (1827–1889), General der Konföderierten Staaten von Amerika im Amerikanischen Bürgerkrieg und Präsident der University of Alabama
- Clayton, Henry Helm (1861–1946), US-amerikanischer Meteorologe
- Clayton, Jack (1921–1995), britischer Filmproduzent und Regisseur
- Clayton, Jamie (* 1978), US-amerikanische SchauspielerinJamie Clayton (* 1978)

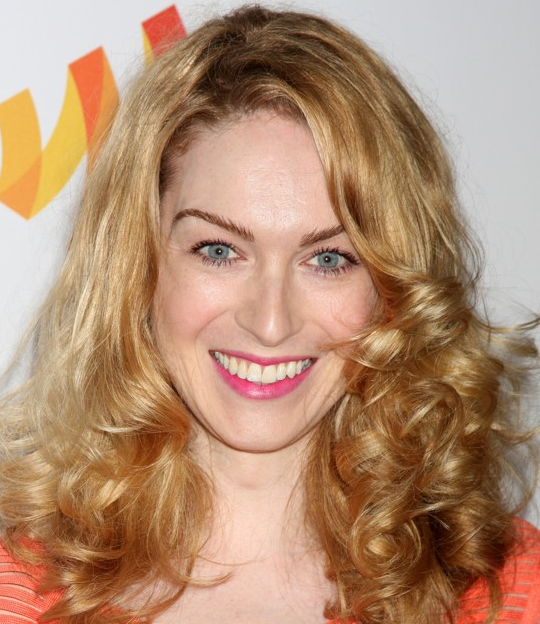
Jamie Clayton (* 1978)

- Clayton, Jan (1917–1983), US-amerikanische Schauspielerin
- Clayton, Jay, US-amerikanischer Wirtschaftsanwalt
- Clayton, Jay (1941–2023), US-amerikanische Sängerin und Jazzpädagogin
- Clayton, Jeff (1954–2020), US-amerikanischer Jazz-Saxophonist
- Clayton, Jo (1939–1998), US-amerikanische Schriftstellerin
- Clayton, John (1657–1725), britischer Geistlicher, Geograph und Naturforscher
- Clayton, John (1694–1773), britisch-amerikanischer Botaniker
- Clayton, John (* 1952), amerikanischer Jazz-Bassist, Arrangeur und Bigband-Leader
- Clayton, John Middleton (1796–1856), US-amerikanischer Jurist und Politiker
- Clayton, Johnnie († 1992), britischer Schauspieler
- Clayton, Jonny (* 1974), walisischer DartspielerJonny Clayton (* 1974)

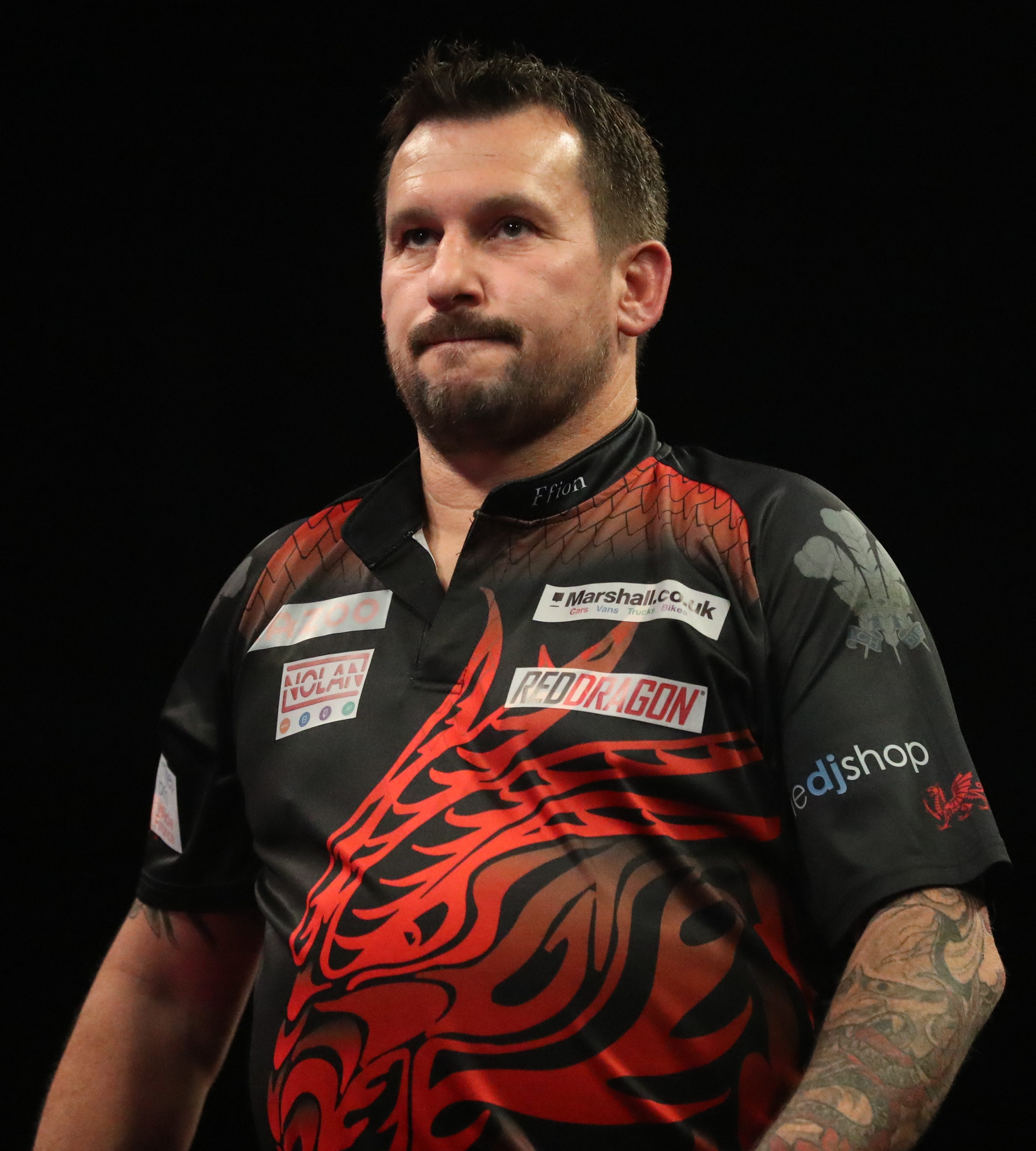
Jonny Clayton (* 1974)

- Clayton, José (* 1974), tunesischer Fußballspieler
- Clayton, Joshua (1744–1798), US-amerikanischer Politiker
- Clayton, Klariza (* 1989), britische Schauspielerin
- Clayton, Kris (* 1987), britischer Musiker
- Clayton, Lee (1942–2023), US-amerikanischer Musiker und Songschreiber
- Clayton, Merry (* 1948), US-amerikanische R&B-Sängerin
- Clayton, Philip (* 1955), US-amerikanischer Theologe und Religionsphilosoph
- Clayton, Powell (1833–1914), US-amerikanischer Politiker
- Clayton, Robert N. (1930–2017), kanadisch-US-amerikanischer Chemiker
- Clayton, Roderick K. (1922–2011), US-amerikanischer Biophysiker
- Clayton, Ronnie (1934–2010), englischer Fußballspieler
- Clayton, Rushell (* 1992), jamaikanische Leichtathletin
- Clayton, Sally Pomme, englische Schriftstellerin
- Clayton, Sam (* 1952), US-amerikanischer Rock-Perkussionist
- Clayton, Scott (* 1994), britischer Tennisspieler
- Clayton, Ted (1911–1994), südafrikanischer Radrennfahrer
- Clayton, Thomas (1777–1854), US-amerikanischer Politiker (Föderalistische Partei)
- Clayton, Tia (* 2004), jamaikanische Leichtathletin
- Clayton, Tina (* 2004), jamaikanische Sprinterin
- Clayton, Wellesley (* 1938), jamaikanischer Weitspringer
- Clayton-Thomas, David (* 1941), kanadischer MusikerDavid Clayton-Thomas (* 1941)

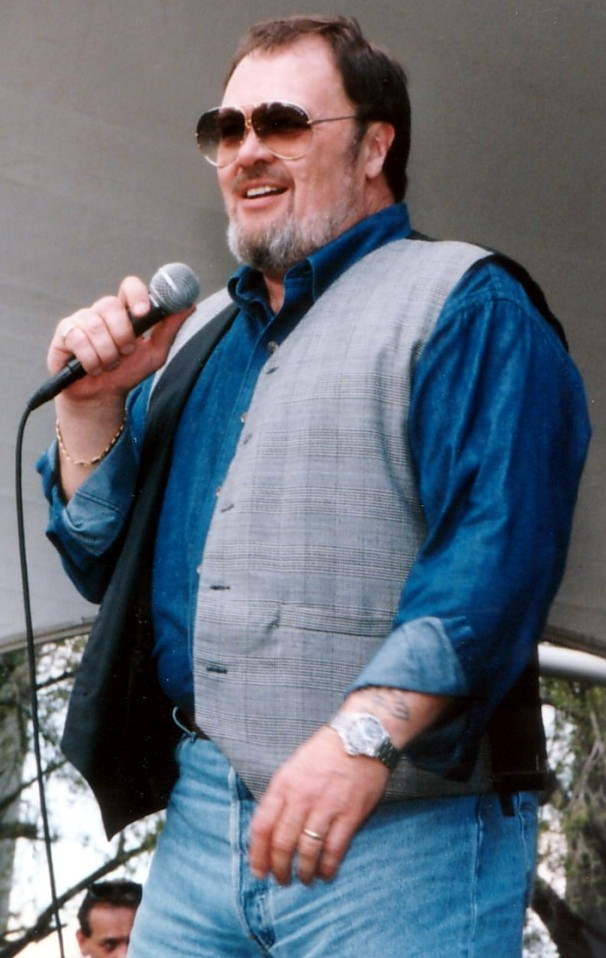
David Clayton-Thomas (* 1941)

- Claytor, W. Graham (1912–1994), US-amerikanischer Marinestaatssekretär und Manager

### Clayw
- Claywell, Brett (* 1978), US-amerikanischer Schauspieler
- Clayworth, Aaron (* 1985), australischer Eishockeyspieler